# Río Grande de Tárcoles
Río Grande de Tárcoles (engelska: Tarcoles River) är ett vattendrag i Costa Rica. Det ligger i den centrala delen av landet, 60 km väster om huvudstaden San José.